# تریمبی
تریمبی (به انگلیسی: Thrimby) یک روستا و محله مدنی در بریتانیا است که در منطقه ادن واقع شده‌است. تریمبی ۳۰ نفر جمعیت دارد.